# Élections législatives de 1988 dans la Sarthe
Les élections législatives françaises de 1988  se déroulent les 5 et 12 juin 1988. Dans le département de la Sarthe, cinq députés sont à élire dans le cadre de cinq circonscriptions.

## Élus
| Circonscription | Député sortant        | Parti                 | Parti                 | Député élu ou réélu | Parti | Parti |
| --------------- | --------------------- | --------------------- | --------------------- | ------------------- | ----- | ----- |
| 1re             | Scrutin proportionnel | Scrutin proportionnel | Scrutin proportionnel | Gérard Chasseguet   |       | RPR   |
| 2e              | Scrutin proportionnel | Scrutin proportionnel | Scrutin proportionnel | Raymond Douyère     |       | PS    |
| 3e              | Scrutin proportionnel | Scrutin proportionnel | Scrutin proportionnel | Guy-Michel Chauveau |       | PS    |
| 4e              | Scrutin proportionnel | Scrutin proportionnel | Scrutin proportionnel | François Fillon     |       | RPR   |
| 5e              | Scrutin proportionnel | Scrutin proportionnel | Scrutin proportionnel | Jean-Claude Boulard |       | PS    |

## Positionnement des partis
L'UDF et le RPR se présentent unis sous l'étiquette « Union du Rassemblement et du Centre » tandis que les candidats du Parti socialiste se rangent sous la bannière de la « Majorité présidentielle pour la France unie », slogan de la campagne présidentielle de François Mitterrand.

## Résultats

### Résultats à l'échelle du département
| Parti          | Parti                               | Premier tour | Premier tour | Second tour | Second tour | Sièges |
| Parti          | Parti                               | Voix         | %            | Voix        | %           | Sièges |
| -------------- | ----------------------------------- | ------------ | ------------ | ----------- | ----------- | ------ |
|                | Union pour la démocratie française  | 55 683       | 23,58        | 69 800      | 34,76       | 0      |
|                | Rassemblement pour la République    | 43 953       | 18,61        | 23 726      | 11,81       | 2      |
|                | Union du Rassemblement et du Centre | 99 636       | 42,19        | 93 526      | 46,57       | 2      |
|                |                                     |              |              |             |             |        |
|                | Parti socialiste                    | 94 798       | 40,14        | 107 307     | 53,43       | 3      |
|                | La France unie                      | 94 798       | 40,14        | 107 307     | 53,43       | 3      |
|                |                                     |              |              |             |             |        |
|                | Parti communiste français           | 27 953       | 11,84        | Retrait     | Retrait     | 0      |
|                | Front national                      | 12 755       | 5,40         |             |             | 0      |
|                | Parti ouvrier européen              | 1 030        | 0,44         | 0           |             |        |
|                |                                     |              |              |             |             |        |
| Inscrits       | Inscrits                            | 363 191      | 100,00       | 295 625     | 100,00      | 5      |
| Abstentions    | Abstentions                         | 121 467      | 33,44        | 89 468      | 30,26       |        |
| Votants        | Votants                             | 241 724      | 66,56        | 206 157     | 69,74       |        |
| Blancs et nuls | Blancs et nuls                      | 5 552        | 2,3          | 5 324       | 2,58        |        |
| Exprimés       | Exprimés                            | 236 172      | 97,7         | 200 833     | 97,42       |        |

### Résultats par circonscription

#### Première circonscription (Le Mans - Fresnay-sur-Sarthe)
| Candidat       | Candidat                        | Parti          | Premier tour | Premier tour | Second tour | Second tour |  |
| Candidat       | Candidat                        | Parti          | Voix         | %            | Voix        | %           |  |
| -------------- | ------------------------------- | -------------- | ------------ | ------------ | ----------- | ----------- |  |
|                | Gérard Chasseguet sortant réélu | RPR (URC)      | 20 201       | 49,35        | 23 726      | 55,39       |  |
|                | Nycette Isnard                  | PS             | 13 988       | 34,17        | 19 110      | 44,61       |  |
|                | Martin Combe                    | PCF            | 3 828        | 9,35         |             |             |  |
|                | Gérard Bondoux                  | FN             | 2 919        | 7,13         |             |             |  |
|                |                                 |                |              |              |             |             |  |
| Inscrits       | Inscrits                        | Inscrits       | 64 195       | 100,00       | 64 170      | 100,00      |  |
| Abstentions    | Abstentions                     | Abstentions    | 22 078       | 34,39        | 20 245      | 31,55       |  |
| Votants        | Votants                         | Votants        | 42 117       | 65,61        | 43 925      | 68,45       |  |
| Blancs et nuls | Blancs et nuls                  | Blancs et nuls | 1 181        | 2,8          | 1 089       | 2,48        |  |
| Exprimés       | Exprimés                        | Exprimés       | 40 936       | 97,2         | 42 836      | 97,52       |  |

#### Deuxième circonscription (Le Mans-Est)
| Candidat       | Candidat                      | Parti           | Premier tour | Premier tour | Second tour | Second tour |  |
| Candidat       | Candidat                      | Parti           | Voix         | %            | Voix        | %           |  |
| -------------- | ----------------------------- | --------------- | ------------ | ------------ | ----------- | ----------- |  |
|                | Raymond Douyère sortant réélu | PS              | 20 441       | 43,49        | 30 753      | 65,45       |  |
|                | Jean Daunay                   | UDF (Rad) (URC) | 11 970       | 25,47        | 16 234      | 34,55       |  |
|                | Daniel Boulay                 | PCF             | 11 357       | 24,16        | Retrait     | Retrait     |  |
|                | Josette Vigoureux-Marchand    | FN              | 2 747        | 5,84         |             |             |  |
|                | Yves Paumier                  | POE             | 490          | 1,04         |             |             |  |
|                |                               |                 |              |              |             |             |  |
| Inscrits       | Inscrits                      | Inscrits        | 76 645       | 100,00       | 76 620      | 100,00      |  |
| Abstentions    | Abstentions                   | Abstentions     | 28 400       | 37,05        | 27 688      | 36,14       |  |
| Votants        | Votants                       | Votants         | 48 245       | 62,95        | 48 932      | 63,86       |  |
| Blancs et nuls | Blancs et nuls                | Blancs et nuls  | 1 240        | 2,57         | 1 945       | 3,97        |  |
| Exprimés       | Exprimés                      | Exprimés        | 47 005       | 97,43        | 46 987      | 96,03       |  |

#### Troisième circonscription (La Flèche)
| Candidat       | Candidat                          | Parti          | Premier tour | Premier tour | Second tour | Second tour |  |
| Candidat       | Candidat                          | Parti          | Voix         | %            | Voix        | %           |  |
| -------------- | --------------------------------- | -------------- | ------------ | ------------ | ----------- | ----------- |  |
|                | Guy-Michel Chauveau sortant réélu | PS             | 23 945       | 47,28        | 29 044      | 52,97       |  |
|                | François Jacob                    | UDF (PR) (URC) | 20 795       | 41,06        | 25 787      | 47,03       |  |
|                | Huguette Hérin                    | PCF            | 3 093        | 6,11         |             |             |  |
|                | Jean de Mailly-Nesle              | FN             | 2 526        | 4,99         |             |             |  |
|                | Guy Sallen                        | POE            | 287          | 0,57         |             |             |  |
|                |                                   |                |              |              |             |             |  |
| Inscrits       | Inscrits                          | Inscrits       | 76 163       | 100,00       | 76 131      | 100,00      |  |
| Abstentions    | Abstentions                       | Abstentions    | 24 356       | 31,98        | 20 127      | 26,44       |  |
| Votants        | Votants                           | Votants        | 51 807       | 68,02        | 56 004      | 73,56       |  |
| Blancs et nuls | Blancs et nuls                    | Blancs et nuls | 1 161        | 2,24         | 1 173       | 2,09        |  |
| Exprimés       | Exprimés                          | Exprimés       | 50 646       | 97,76        | 54 831      | 97,91       |  |

#### Quatrième circonscription (Sablé-sur-Sarthe)
|                | François Fillon sortant réélu | RPR (URC)      | 23 752 | 51,94  |  |  |  |
|                | Jacques Jusforgues            | PS             | 13 906 | 30,41  |  |  |  |
|                | Yvon Luby                     | PCF            | 6 155  | 13,46  |  |  |  |
|                | Jean Renard                   | FN             | 1 662  | 3,63   |  |  |  |
|                | Marc Rampelberg               | POE            | 253    | 0,55   |  |  |  |
|                |                               |                |        |        |  |  |  |
| Inscrits       | Inscrits                      | Inscrits       | 67 448 | 100,00 |  |  |  |
| Abstentions    | Abstentions                   | Abstentions    | 20 895 | 30,98  |  |  |  |
| Votants        | Votants                       | Votants        | 46 553 | 69,02  |  |  |  |
| Blancs et nuls | Blancs et nuls                | Blancs et nuls | 825    | 1,77   |  |  |  |
| Exprimés       | Exprimés                      | Exprimés       | 45 728 | 98,23  |  |  |  |

#### Cinquième circonscription (Le Mans-Mamers)
| Candidat       | Candidat                            | Parti          | Premier tour | Premier tour | Second tour | Second tour |  |
| Candidat       | Candidat                            | Parti          | Voix         | %            | Voix        | %           |  |
| -------------- | ----------------------------------- | -------------- | ------------ | ------------ | ----------- | ----------- |  |
|                | Georges Bollengier-Stragier sortant | UDF (PR) (URC) | 22 918       | 44,19        | 27 779      | 49,45       |  |
|                | Jean-Claude Boulard élu             | PS             | 22 518       | 43,42        | 28 400      | 50,55       |  |
|                | Christian Rouby                     | PCF            | 3 520        | 6,79         |             |             |  |
|                | Jean-Claude Barlemont               | FN             | 2 901        | 5,59         |             |             |  |
|                |                                     |                |              |              |             |             |  |
| Inscrits       | Inscrits                            | Inscrits       | 78 740       | 100,00       | 78 704      | 100,00      |  |
| Abstentions    | Abstentions                         | Abstentions    | 25 738       | 32,69        | 21 408      | 27,2        |  |
| Votants        | Votants                             | Votants        | 53 002       | 67,31        | 57 296      | 72,8        |  |
| Blancs et nuls | Blancs et nuls                      | Blancs et nuls | 1 145        | 2,16         | 1 117       | 1,95        |  |
| Exprimés       | Exprimés                            | Exprimés       | 51 857       | 97,84        | 56 179      | 98,05       |  |

## Rappel des résultats départementaux des élections de 1986
|                                  |              |              |              |            |          |
| 1re (Le Mans-Fresnay-sur-Sarthe) | 55,97 26 535 | 28,69 13 605 | 8,65 4 103   | 5,36 2 543 | 1,32 627 |
| 2e (Le Mans-Est)                 | 38,44 20 838 | 31,92 17 304 | 22,94 12 435 | 5,19 2 813 | 1,51 817 |
| 3e (La Flèche)                   | 48,02 26 746 | 34,84 19 404 | 9,70 5 405   | 5,74 3 195 | 1,69 944 |
| 4e (Sablé-sur-Sarthe)            | 54,10 26 723 | 27,72 13 693 | 12,61 6 228  | 4,25 2 101 | 1,33 655 |
| 5e (Le Mans-Mamers)              | 49,77 28 501 | 32,66 18 700 | 9,94 5 695   | 5,95 3 410 | 1,67 959 |